# Metrionella tucumana
Metrionella tucumana es una especie de insecto coleóptero de la familia Chrysomelidae. Fue descrita en 2006 por Borowiec.
Mide 5.2 mm de largo, 3.9 mm de ancho. Se encuentra en Argentina.